# سامسونگ گلکسی آ۷ (۲۰۱۶)
سامسونگ گلکسی آ۷ (۲۰۱۶) یا سامسونگ گلکسی آ۷ نسخه ۲۰۱۶ یک گوشی هوشمند اندرویدی است که توسط سامسونگ الکترونیکس تولید شده‌است. این گوشی در ۲ دسامبر ۲۰۱۵ همراه با سامسونگ گلکسی آ۳ (۲۰۱۶)، سامسونگ گلکسی آ۵ (۲۰۱۶) و سامسونگ گلکسی آ۹ (۲۰۱۶) معرفی شد.
سامسونگ گلکسی آ۷ (۲۰۱۶) اندروید ۵٫۱٫۱ آب نبات چوبی را مستقیماً اجرا می‌کند و به اندروید ۶٫۰٫۱ مارشمالو و اندروید ۷٫۰ نوقا قابل ارتقا است. این گوشی هوشمند دارای پردازنده اگزینوس ۷۵۸۰ متشکل از پردازنده هشت هسته ای ۱٫۶ گیگاهرتزی آرم هولدینگز آرم کورتکس-ای۵۳ و پردازنده گرافیکی مالی T720-MP2 است. حافظه داخلی ۳ گیگ رم و ۱۶ گیگابایت است که از طریق یک اسلات MicroSD که می‌تواند برای سیم کارت نانو دوم نیز استفاده شود تا ۱۲۸ گیگابایت قابل ارتقا است. این گوشی در چین با اسنپ‌دراگون ۶۱۵ عرضه شد. این دستگاه مانند نسل قبلی خود یک باتری غیرقابل جابجایی با ظرفیت ۳۳۰۰ میلی‌آمپر ساعت را حفظ می‌کند.

## انواع
| مدل         | پردازنده                    | سیم کارت | منطقه                                                                   |
| ----------- | --------------------------- | -------- | ----------------------------------------------------------------------- |
| SM-A710F    | سامسونگ اگزینوس ۷ اکتا ۷۵۸۰ | تنها     | اروپا (چند کشور)، اسرائیل و آفریقای جنوبی                               |
| SM-A710F/DS | سامسونگ اگزینوس ۷ اکتا ۷۵۸۰ | دوگانه   | روسیه، قزاقستان، اوکراین و کشورهای قفقاز (ارمنستان، آذربایجان، گرجستان) |
| SM-A710FD   | سامسونگ اگزینوس ۷ اکتا ۷۵۸۰ | دوگانه   | خاورمیانه، آفریقا، آسیا                                                 |
| SM-A710Y    | سامسونگ اگزینوس ۷ اکتا ۷۵۸۰ | تنها     | استرالیا و نیوزلند                                                      |
| SM-A710Y/DS | سامسونگ اگزینوس ۷ اکتا ۷۵۸۰ | دوگانه   | فیلیپین و تایوان                                                        |
| SM-A710M    | سامسونگ اگزینوس ۷ اکتا ۷۵۸۰ | تنها     | آمریکای لاتین                                                           |
| SM-A710M/DS | سامسونگ اگزینوس ۷ اکتا ۷۵۸۰ | دوگانه   | برزیل                                                                   |
| SM-A7100    | کوالکام اسنپ‌دراگون ۶۱۵      | تنها     | چین و هنگ کنگ                                                           |
| SM-A710S    | سامسونگ اگزینوس ۷ اکتا ۷۵۸۰ | تنها     | کره جنوبی (اس‌کی تلکام)                                                  |
| SM-A710K    | سامسونگ اگزینوس ۷ اکتا ۷۵۸۰ | تنها     | کره جنوبی (کی‌تی کورپوریشن)                                              |